# Ивацуки, Хироюки
Хироюки Ивацуки (яп. 岩月 博之 Ивацуки Хироюки) — японский композитор, автор музыки и звуковых эффектов для видеоигр. Родился в 1970 году. Начал работать в этой области в компании Natsume с 1991 года и продолжает работать до настоящего времени. Первой работой автора стала музыка к игре Chaos World для игровой консоли Nintendo Entertainment System, написанная совместно с Ику Мидзутани.

## Работы

### 1991
- Chaos World — NES, совместно с Ику Мидзутани
- Choujin Sentai Jetman — NES
- Ninja Gaiden Shadow — Game Boy
- Shatterhand (Tokkyuu Shirei — Solbrain яп.) — NES, только звуковые эффекты
- Spanky's Quest — Game Boy

### 1992
- Chase H.Q. II: Special Criminal Investigation — Sega Master System, совместно с Ику Мидзутани
- Mitsume ga Tooru — NES
- Pocky & Rocky — SNES, совместно с Сюнсукэ Судзуки
- Zen Nihon Pro Wrestling — SNES, совместно с Ику Мидзутани и Кинуё Ямаситой

### 1993
- Ghost Sweeper Mikami: Gokuraku Daisakusen — SNES, совместно с Кинуё Ямаситой
- Natsume Championship Wrestling — SNES, совместно с Ику Мидзутани и Кинуё Ямаситой

### 1994
- The Ninja Warriors Again — SNES, совместно с N.Tate
- Pocky & Rocky 2 — SNES, совместно с Харуо Охаси, Кинуё Ямаситой и А. Ямао
- Wild Guns — SNES, совместно с Харуо Охаси

### 1995
- Mighty Morphing Power Rangers: The Fighting Edition — SNES, совместно с Харуо Охаси
- Mighty Morphing Power Rangers The Movie: Faturing Ivan Ooze — SNES, совместно с Харуо Охаси
- Zeh Nihon Pro Wrestling 2 — SNES, совместно с Ику Мидзутани, Харуо Охаси и Кинуё Ямаситой

### 1996
- Gekisou Sentai Car Rangers — SNES, совместно с Харуо Охаси
- Power Rangers Zeo — SNES, совместно с Харуо Охаси
- Gundam Wing - Endless Duel — SNES, совместно с Харуо Охаси

### 2000
- Hokuto no Ken: Seikimatsu Kyuseishu Densetsu — PlayStation

### 2001
- Gear Fighter Dehdoh — PlayStation
- Hyakujuu Senti GaoRanger — PlayStation

### 2002
- Ninpu Sentai Hurricanger — PlayStation
- Road to Wrestlemania X8 — Game Boy Advance, совместно с Ику Мидзутани и Тэцуари Ватанабэ

### 2003
- Mobile Suit Gundam SEED — PlayStation 2, совместно с Норико Фудзимурой, Ику Мидзутани и Тэцуари Ватанабэ

### 2004
- Battle Assault 3 Featuring Gundam Seed — PlayStation 2

### 2008
- Omega Five — XBLA